# Ki-67 (proteina)
L'antigene Ki-67 è una proteina nucleare strettamente associata con la proliferazione cellulare. Esso può essere riscontrato esclusivamente all'interno del nucleo durante l'interfase e, dal momento che è presente durante tutte le fasi del ciclo cellulare (G1, S, G2, mitosi) ma è assente nella fase G0, il Ki-67 rappresenta un utile marker della cosiddetta frazione di crescita di una data popolazione di cellule.
In ambito clinico, l'indice del Ki67 (la frazione di cellule tumorali positive all'antigene espressa in percentuale), è spesso correlato con il decorso clinico della malattia neoplastica. Esso viene determinato mediante l'utilizzo di anticorpi monoclonali.